# Mestre Bimba
Mestre Bimba, właśc. Manuel dos Reis Machado (ur. 23 listopada 1900 w Salvador, zm. 5 lutego albo 15 lutego 1974) – mistrz brazylijskiej sztuki walki Capoeira.
Urodził się w dzielnicy "bairro do Engenho Velho", w mieście Salvador (Brazylia), jego rodzicami byli Luiz Cândido Machado i Maria Martinha do Bonfim. Pseudonim "Bimba" został mu nadany przy narodzinach.
Swoją naukę capoeiry rozpoczął w wieku 12 lat, w tamtych czasach capoeira była zakazana przez władze. Jego nauczycielem był kapitan bajańskiej Kompanii Żeglugowej z Estrada das Boiadas (obecnie bairo da Liberdade) w Salvador imieniem Bentinho.
W wieku 18 lat Bimba, który uważał, że capoeira straciła całą swoją skuteczność jako sztuka walki i instrument oporu, stała się folklorystycznym tańcem ograniczonym do dziewięciu technik. To wtedy Bimba rozpoczął pracę nad przywróceniem starych elementów i dodaniem nowych z innej afrykańskiej sztuki walki, batuque, której mistrzem był jego ojciec. Dodawał również ruchy wymyślone przez siebie samego. Takie były początki powstania Capoeira Regional.

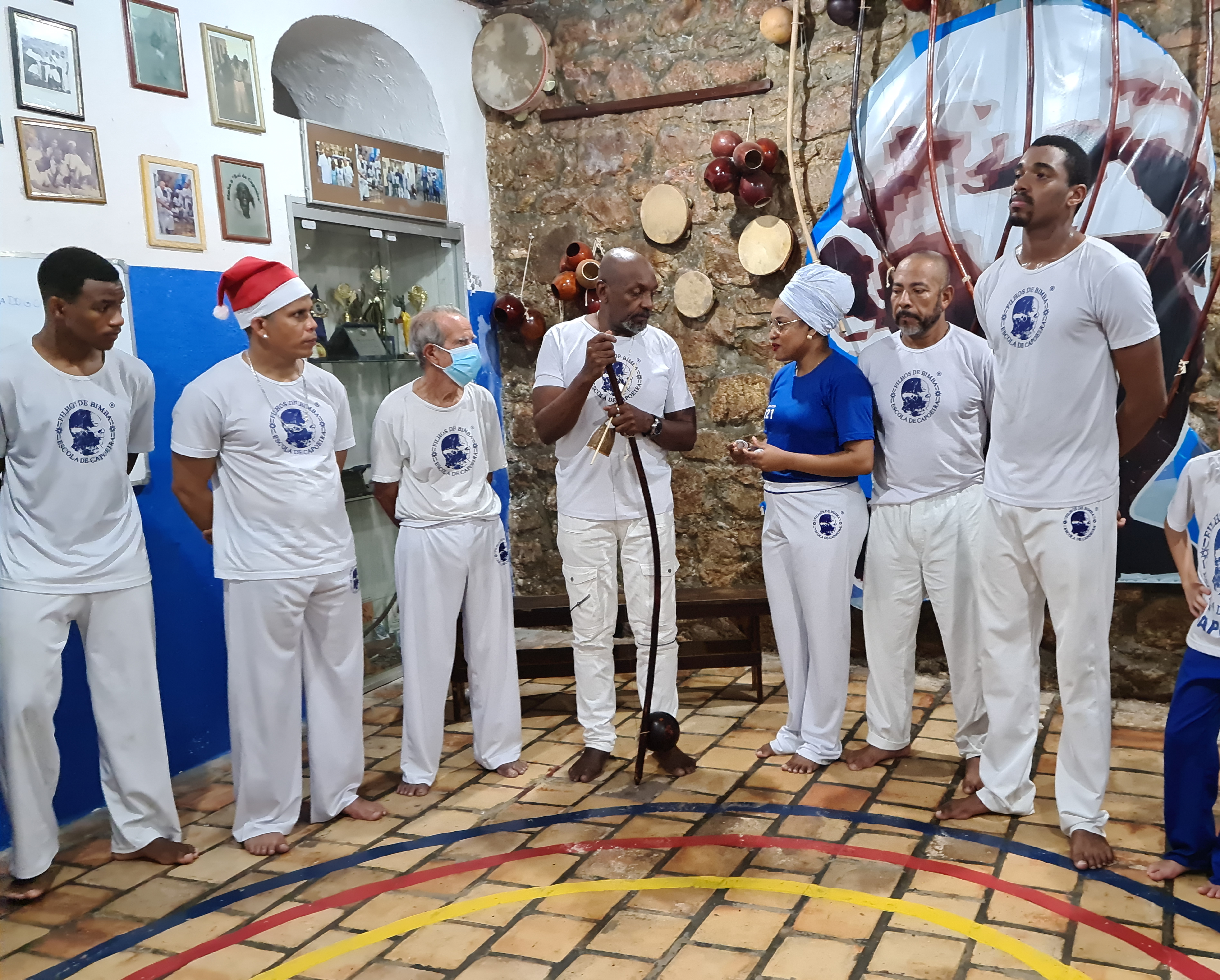
Grupa Mestre Bimba w 2022 roku

W 1928, dzięki pokazowi w pałacu gubernatora stanu Bahía, Juracy Magalhaes, Mestre Bimba odniósł sukces w wykreowaniu capoeiry na wartość kulturową i przekonał władze do zniesienia zakazu jej trenowania.
Mestre Bimba w 1932 założył w Engenho de Brotas w Salvador pierwszą szkołę – Academia-escola de Cultura Regional. Wcześniej capoeirę uprawiano tylko na ulicach. Pomimo tych zmian i niewątpliwego sukcesu, capoeira była wciąż (i jest do dziś) źle postrzegana przez wyższe sfery społeczeństwa. Bimba nadał jednak tej sztuce nowe standardy i walczył o jej akceptację.
Od uczniów wymagał noszenie czystego, białego uniformu, dobrego wykształcenia i wysokiej kultury osobistej. Skutkiem tego na zajęcia do Bimby uczęszczało coraz więcej lekarzy, prawników, polityków; członków wyższej klasy średniej oraz kobiet (wcześniej kobietom nie wolno było uprawiać capoeiry). Dzięki temu Bimba uzyskał jeszcze większe wsparcie i rozgłos.
W 1936 roku Bimba wyzwał do walki przedstawicieli innych sztuk walk, by sprawdzić skuteczność Capoeira Regional w praktyce. Odbyły się 4 walki, walczył przeciw: Vítor Benedito Lopes, Henrique Bahia, José Custódio dos Santos (Zé I) i Américo Ciencia. Wygrał z każdym z nich.
W 1937 roku, po pokazie dla prezydenta Brazylii, Getúlio Dorneles Vargasa, otrzymał certyfikat Ministerstwa Edukacji.
W 1942 roku Mestre Bimba otworzył drugą swoją szkołę przy Terreiro de Jesus na ulicy Pomarańczowej (rua das Laranjeiras, dzisiaj: rua Francisco Muniz Barreto). Szkoła po dziś dzień jest otwarta i prowadzona jego przez ucznia, Mestre Vermelho.

Uczniami Mestre Bimba byli m.in.: dr Joaquim de Araújo Lima (były gubernator of Guaporé), Jaime Tavares, Rui Gouveia, Alberto Barreto, Jaime Machado, Delsimar Cavalvanti, César Sá, Decio Seabra, José Sisnando.
Zawiedziony fałszywymi obietnicami i brakiem wsparcia lokalnych władz w Bahía, wyprowadził się w 1973 roku do miejscowości Goiânia na zaproszenie jednego z jego uczniów. Zmarł rok później, 5 lutego 1974 w Hospital das Clínicas de Goiânia z powodu udaru. Jak sam wcześniej stwierdził: "Jeśli od Goiânii niczego nie dostanę, to skorzystam przynajmniej z jej cmentarza".
Po śmierci Bimby jeden z jego synów, Mestre Nenel (Manoel Nascimento Machado), w wieku 14 lat przejął akademię ojca. Do dziś jest powiernikiem spadku swego ojca, jego wpływu na kulturę i historię, działa jako prezydent szkoły Synowie Bimby (Filhos de Bimba).